# Teoria del prospetto
La teoria del prospetto è una teoria della decisione formulata dagli psicologi israeliani Daniel Kahneman e Amos Tversky nel 1979. Essa rappresenta un'alternativa "descrittiva" alla teoria dell'utilità attesa di John von Neumann e Oskar Morgenstern. 
Ciò significa che, mentre la teoria classica aveva il fine di stabilire le condizioni ideali ("normative") secondo cui una decisione può essere definita "razionale", la teoria del prospetto si propone invece di fornire una descrizione di come gli individui effettivamente si comportano di fronte a una decisione. La teoria del prospetto si focalizza in particolare sulle decisioni in condizione di rischio, che sono definite come le decisioni in cui è conosciuta (o si può stimare) la probabilità associata ai possibili esiti di ogni alternativa a disposizione.

## Presupposti
L'aspetto più innovativo di questa formulazione sta nel fatto che essa si basa su evidenze empiriche. Attraverso numerosi esperimenti di psicologia cognitiva, infatti, Kahneman e Tversky dimostrarono come le scelte degli esseri umani violassero sistematicamente i principi della razionalità economica. In particolare i due autori posero l'accento su tre importanti fenomeni psicologici, in realtà collegati tra loro:
1. L’effetto contesto (framing): il frame, cioè il contesto in cui l'individuo si trova a operare la scelta, ha un effetto determinante sulla scelta stessa. In particolare il modo in cui il problema viene formulato influisce sul modo in cui l'individuo percepisce il punto di partenza (o ‘'status quo'’), rispetto a cui valutare i possibili esiti delle proprie azioni. Un celebre esempio di questo effetto è il problema della malattia asiatica[3], in cui due diverse formulazioni dello stesso problema conducono generalmente a due diverse decisioni da parte della maggioranza degli individui.
2. L’avversione alle perdite: per la maggior parte degli individui la motivazione a evitare una perdita è superiore alla motivazione a realizzare un guadagno. Questo principio psicologico generale, che è probabilmente collegato a una sorta di istinto di sopravvivenza, fa sì che la stessa decisione può dare origine a scelte opposte se gli esiti vengono rappresentati al soggetto come perdite piuttosto che come mancati guadagni. Ad esempio è più facile rinunciare a un possibile sconto piuttosto che accettare un aumento di prezzo, anche se la differenza tra il prezzo iniziale e quello finale è la stessa[4].
3. Effetto di isolamento: Kahneman e Tversky scoprono inoltre la violazione dell'asimmetria in presenza di quello che essi chiamano “effetto di isolamento”'. Esso deriva dalla propensione degli individui a isolare spesso probabilità consecutive, invece di trattarle insieme. Nella successiva fase di valutazione, le persone si comportano come se volessero calcolare un valore sulla base dei risultati potenziali e le loro rispettive probabilità scegliendo l'alternativa avente l'utilità maggiore. Questo approccio ai problemi di scelta può produrre preferenze incoerenti, perché le prospettive possono essere scomposte in componenti comuni e distintivi in più di un modo e diverse scomposizioni possono a volte portare a diverse preferenze.[5]
Immaginate il seguente prospetto: si può scegliere se provare a vincere A (4000$ con probabilità 0,20) e B (3000$ con probabilità 0,25). Immaginate di essere ora di fronte a un problema in due stadi: la prima fase prevede una probabilità 0,75 di finire il gioco senza vincere e una probabilità 0,25 di passare alla seconda fase, dove si presenta la seguente scelta: C (3000$ certi) e D (4000$ con probabilità 0,80). In questo secondo gioco si ha una scelta tra 0,25 x 0,80 = 0,20 possibilità di vincere 4000$, e un 0,25 x 1,0 = 0,25 possibilità di vincere 3000$, cioè esattamente come nella scelta fra A e B, tuttavia le preferenze dominanti sono diverse nei due problemi: nel primo prospetto la scelta è stata A nel 65% dei casi mentre nel secondo prospetto è stata C per il 78% dei casi dello stesso campione di intervistati. Kahnemann e Tversky hanno interpretato questo risultato nel modo seguente: in modo da semplificare la scelta, le persone spesso ignorano i componenti probabilistici delle alternative e si concentrano sui rami degeneri, portando a preferenze incoerenti come dimostrato sopra. Loro chiamano questo fenomeno "effetto di isolamento"

Riflessione: Kahneman e Tversky raggiunsero, con la Teoria del Prospetto, due conclusioni: le persone attribuiscono valori ai guadagni e alle perdite, piuttosto che alla ricchezza in sé e i pesi decisionali sono assegnati ai risultati con diverse probabilità. In particolare nel dominio positivo della funzione di valore l'uomo dimostra un'avversione alle perdite. Invece in presenza di premi negativi il soggetto tende ad effettuare un “Reflection Effect” cioè a invertire l'ordine delle preferenze in quanto le lotterie sono valutate considerando solo la situazione finale di ricchezza e non la eventuale perdita che vi ha portato. L'inversione delle preferenze nel dominio negativo implica che, se il soggetto è avverso al rischio per premi positivi esso sarà ora propenso al rischio in contrasto con la teoria normativa neoclassica di John von Neumann che vorrebbe l'indipendenza dell'ordine di preferenza nei domini positivo e negativo.

### Il problema di Linda
L'euristica della rappresentatività sembra influenzare anche la soluzione di problemi che richiedono l'uso del seguente principio:
Dati due eventi {\displaystyle A} e {\displaystyle B}, la probabilità dell'evento congiunto {\displaystyle A\wedge B} è minore o uguale alla probabilità che i due eventi si presentino singolarmente:
- {\displaystyle P(A\wedge B)\leq P(A)}
- {\displaystyle P(A\wedge B)\leq P(B)}

Posto che di due caratteristiche {\displaystyle A} e {\displaystyle B}, la caratteristica {\displaystyle B} viene considerata più rappresentativa di una persona sulla base di una sua descrizione, la maggior parte degli individui tende a ritenere la descrizione {\displaystyle A\wedge B} più probabile della descrizione {\displaystyle A} da sola. Gli individui anche qui basano la loro stima di probabilità sulla rappresentatività dell'evento, trascurando il principio di base.
Ciò è quanto sembra emergere dalle ricerche condotte utilizzando il problema di Linda, strutturato nel modo che segue:
Linda ha 31 anni, nubile, estroversa, brillante, laureata in filosofia, da studentessa molto impegnata politicamente e di ideologia anti-nucleare.
I soggetti devono mettere in ordine di probabilità i seguenti enunciati:
1. Linda fa la commessa ({\displaystyle A}).
2. Linda è una femminista militante ({\displaystyle B}).
3. Linda fa la commessa ed è una femminista militante ({\displaystyle A\wedge B}).

Nel 90% dei casi l'enunciato A veniva considerato meno probabile dell'enunciato {\displaystyle A\wedge B}, e cioè {\displaystyle P(A\wedge B)} maggiore uguale a {\displaystyle P(A)},  laddove è noto che {\displaystyle P(A\wedge B)\leq P(A)} e {\displaystyle P(A\wedge B)\leq P(B)}.
Secondo gli autori la condizione {\displaystyle A\wedge B} è considerata più probabile della condizione {\displaystyle A} (fa la commessa) perché la prima è percepita più rappresentativa della seconda.
Il problema quindi provoca un conflitto tra l’intuizione della rappresentatività e la logica della probabilità. I giudizi di probabilità dati da chi ha risposto al quesito corrispondevano esattamente ai giudizi di rappresentatività, cioè di somiglianza con gli stereotipi: i risultati più rappresentativi si combinano con la descrizione della personalità per produrre le storie più coerenti.

## Lafunzione valore

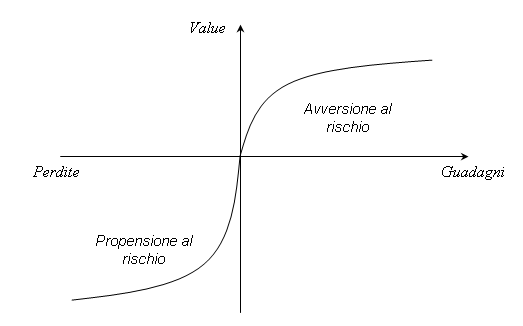

La teoria del prospetto integra in una formulazione matematica gli aspetti più propriamente psicologici della valutazione individuale con il principio fondamentale della teoria dell'utilità attesa, secondo cui la scelta più razionale è quella che massimizza il prodotto del valore atteso di ogni evento per la sua probabilità. Kahneman e Tversky introducono infatti una value function, in cui le probabilità degli eventi possibili viene ponderata attraverso il valore {\displaystyle \pi }, che rappresenta il ‘'peso'’ che ogni esito ha nella valutazione dell'individuo. La value function è descritta dall'equazione
{\displaystyle V({\tilde {x}})=\sum _{i=1}^{n}\pi (p_{i})v(x_{i})}
dove {\displaystyle \pi (\cdot )} è una trasformazione, non lineare, delle probabilità {\displaystyle p_{i}}.
Come risulta chiaro dalla rappresentazione, la value function ha un andamento non lineare: in particolare, considerando il centro del grafico come la situazione di partenza del decisore (status quo), la funzione è concava nella regione dei guadagni e convessa nella regione delle perdite: questo significa che piccole variazioni vicine al punto di partenza (in entrambe le regioni) hanno un impatto maggiore sulla scelta rispetto a grosse variazioni lontane dal punto stesso. Inoltre, la curva ha una pendenza maggiore nella regione delle perdite, il che permette di spiegare il fenomeno descritto precedentemente come avversione alle perdite: Un guadagno e una perdita dello stesso valore assoluto non hanno lo stesso effetto sulla scelta, ma una perdita ha proporzionalmente un impatto maggiore.

## Applicazioni e sviluppi
La teoria del prospetto ha avuto un notevole successo, soprattutto in ambito economico, tanto che uno dei suoi autori, Daniel Kahneman, ha vinto nel 2002 il Premio Nobel per l'economia. Le sue previsioni si sono rivelate efficaci, soprattutto, nel descrivere il comportamento degli investitori e degli agenti economici, e nel fornire una spiegazione ad alcune violazioni della teoria dell'Utilità come l'effetto costo sommerso (sunk cost) e l'effetto possesso (endowement). Tuttavia la sua validità psicologica, e in particolare la sua estendibilità a contesti diversi da quello finanziario non sono universalmente condivise.
Una possibile applicazione della teoria del prospetto al di fuori del contesto economico è stata tuttavia fornita dallo storico militare John A. Lynn, il quale sostiene che la teoria fornisce un'interessante, anche se non direttamente verificabile, interpretazione della politica estera di Luigi XIV negli ultimi anni del suo regno.
Dal punto di vista della teoria della decisione, la teoria del prospetto, pur avendo meriti indiscutibili, vìola il principio della dominanza stocastica, che si applica alle situazioni in cui una determinata distribuzione di probabilità sugli esiti è superiore ad un'altra. Nel 1992 è stata sviluppata dagli stessi autori una versione riveduta della teoria, detta teoria del prospetto cumulativo, che include le situazioni di dominanza stocastica.